# Mässersee
Der Mässersee ist ein Bergsee in den Oberwalliser Alpen im Binntal in der Schweiz.

## Geografie
Der Bergweg zum Geisspfadsee und zum Geisspfadpass führen am Mässersee vorbei. Der Mässersee ist der kleinste der vier Bergseen im Binntal und befindet sich auf einer Grasterrasse auf 2130 m ü. M. Der Mässersee wird einem grösseren und einigen kleinen Bergbächen gespeist. Der Abfluss fliesst in die Binna und anschliessend in die Rhone. Der Mässersee hat eine Fläche von ungefähr 1 ha und ist maximal 2,5 m tief. Da der See nur eine geringe Tiefe besitzt, erwärmt er sich im Hochsommer trotz seiner beträchtlichen Höhe manchmal bis auf 22 °C und lädt zum Baden ein.

## Flora und Fauna
Der Mässersee liegt an der Baumgrenze, das heisst auf der Nordseite zum Tal gedeihen Arvenwälder und Heidelbeersträucher, während auf der Südseite das Gelände ansteigt und nur noch mit Kräutern und Gras bewachsen ist. Ausserdem befinden sich dort zahlreiche Geröllfelder.
Im See gibt es keine Fische, dafür Dutzende Kröten, die ihren Laich in das flache Wasser des Mässersees legen. Ausserdem gibt es verschiedene Vogelarten wie Eichelhäher oder Alpendohle und Greifvögel wie Steinadler oder Habicht. Die Matten am Ufer des Mässersees bieten ideale Bedingungen für Murmeltiere sowie für Gämsen und Steinböcke. Ebenfalls wurden Schlangenarten wie Ringelnatter oder Würfelnatter gesichtet.

## Tourismus
Am Mässersee gibt es nur wenige touristische Einrichtungen. Einzig eine kleine Zahl Grillstellen und einige Sitzbänke sind vorhanden. Wegen seines warmen Wassers lockt der See im Hochsommer (Juli, August) ein gutes Dutzend Gäste pro Tag an. Der Mässersee ist von Binn aus zu Fuss in gut drei Stunden erreichbar, von Im Feld benötigt man zwei bis zweieinhalb Stunden.